# Camenca, Cetatea Albă
Camenca (în ucraineană Кам'янка, transliterat: Kameanka) este un sat în comuna Sărata din raionul Cetatea Albă, regiunea Odesa, Ucraina.

## Demografie
Componența lingvistică a localității Camenca
     Ucraineană (77,46%)
     Română (11,27%)
     Bulgară (9,86%)
     Rusă (1,41%)
Conform recensământului din 2001, majoritatea populației localității Camenca era vorbitoare de ucraineană (77,46%), existând în minoritate și vorbitori de română (11,27%), bulgară (9,86%) și rusă (1,41%).